# Dovadă științifică
O dovadă științifică este o dovadă prin care o ipoteză sau o teorie științifică este fie susținută, fie contracarată. O asemenea dovadă necesită a fi empirică și interpretabilă conform metodei științifice. Standardele dovezilor științifice variază în funcție de domeniul de cercetare, însă eficacitatea acestora este datorată, în general, rezultatelor analizelor statistice și rigurozității verificărilor științifice.

## Principii ale deducției
Presupozițiile sau convingerile unei persoane cu privire la raportul dintre observații și ipoteze vor afecta dacă persoana respectivă va considera observațiile drept dovezi. Aceste presupoziții sau convingeri vor afecta, de asemenea, și modul în care acea persoană utilizează observațiile, respectiv similar dovezilor. Aparenta lipsă a mișcării Pământului, spre exemplu, poate fi luată drept dovadă pentru susținerea unei cosmologii de tip geocentric. Aceeași observație incipientă nu va mai fi însă validă dacă lipsa aparentă a mișcării este explicată, iar suficiente dovezi sunt prezentate pentru susținerea cosmologiei de tip heliocentric.
Atunci când se observă un eveniment sau experiment, există posibilitatea ca două persoane raționale cu fundal de convingeri distincte să ajungă la concluzii diferite, chiar dacă aceștia au avut drept punct de plecare aceleași dovezi științifice. De exemplu, Priestley, care a lucrat cu teoria flogisticului, și-a explicat propriile observații asupra rolului flogisticului în descompunerea oxidului de mercur. Lavoisier, în schimb, dezvoltând teoria elementelor, a explicat aceleași observații, de această dată cu privire la oxigen. A se observa faptul că o relație de cauzalitate între observații și ipoteze nu există pentru a justifica asumarea caracterului probatoriu al unei observații, ci mai degrabă pentru justificarea faptului că  această relație este prescrisă de persoana care dorește să-și întemeieze observațiile drept probe.
Efectul fundalului de convingeri poate fi caracterizat într-un mod mult mai formal folosind inferența bayesiană. Conform inferenței bayesiene, aceste convingeri sunt exprimate sub forma unor procentaje care indică gradul de încredere al unei persoane în raport cu ele. Se începe cu o probabilitate inițială (prealabilă), care este mai apoi actualizată în urma consultării dovezilor, folosind teorema lui Bayes. Drept urmare, doi observatori diferiți ai aceluiași eveniment vor ajunge, în mod rațional, la concluzii diferite dacă probabilitățile lor prealabile (observațiile anterioare care sunt, de asemenea, relevante pentru concluzie) diferă. Cu toate acestea, cei doi vor ajunge într-un final la un acord, dacă au posibilitatea de a comunica între ei (conform teoremei acordului lui Aumann).
Importanța fundalului de convingeri în determinarea cărora observațiile sunt inerent probatoare, poate fi ilustrată prin utilizarea unor raționamente deductive precum silogismele. Concluzia nu poate fi adevărată dacă una din premise este falsă.

## Utilitatea dovezii științifice
Filosofi precum Karl R. Popper au elaborat teorii fundamentale referitoare la metoda științifică, în cadrul căreia dovezile științifice au un rol esențial. Popper explică cum caracterul de adevăr al unei teorii, care este produsul ingeniozității unui om de știință, poate fi infirmat folosind fapte deja cunoscute sau dovezi. Teoria lui Popper prezintă o iregularitate, și anume faptul că dovezile pot demonstra dacă o teorie este falsă prin stabilirea unor fapte care nu sunt compatibile cu teoria. În schimb, dovezile nu pot demonstra dacă o teorie este corectă, întrucât pot exista și alte dovezi care sunt incompatibile cu teoria și care urmează a fi descoperite.

## Perspective filosofice versus perspective științifice
Comunitatea filosofică a investigat cerințele logice pentru stabilirea dovezilor științifice prin examinarea relației dintre dovezi și ipoteze, diferite astfel de abordările științifice care au ca bază faptele candidaților și contextul lor. Bechtel, care poate fi luat drept exemplu pentru susținerea abordării științifice, oferă câțiva factori utili pentru a determina dacă observațiile pot fi considerate dovezi științifice precum: claritatea datelor, replicabilitatea de către alții, coerența teoriilor plauzibile și a rezultatelor obținute prin metode alternative.
Există o varietate de abordări filosofice pentru a determina dacă o observație poate fi considerată drept dovadă; multe dintre acestea axându-se pe relația dintre dovadă și ipoteză. Carnap recomandă sistematizarea acestor abordări în trei categorii: clasificatoare (dacă dovezile confirmă ipoteza), comparative (dacă dovezile susțin o primă ipoteză mai mult decât o ipoteză alternativă) sau cantitative (măsura în care dovezile susțin o ipoteză). Achinstein oferă o prezentare concisă a dovezilor realizată de filosofi proeminenți ce îi include pe Carl Hempel (Confirmare), Nelson Goodman (de o faimă monstruoasă), RB Braithwaite, Norwood Russell Hanson, Wesley C. Salmon, Clark Glymour și Rudolf Carnap.
Un criteriu matematic pentru evaluarea dovezilor a fost realizat pe baza ipotezei filosofice a tezei Church-Turing, criteriu ce amintește de ideea Briciului lui Occam conform căreia cea mai simplă, dar cuprinzătoare descriere a dovezilor este probabil cea mai corectă. În mod formal, se afirmă că: „Principiul ideal susține faptul că probabilitatea inițială ce a fost asociată cu ipoteza, ar trebui obținută ca rezultat al probabilității universal algoritmice, în timp ce suma probabilității universal logaritmice a modelului plus cea a probabilității logaritmice a datelor obținute în urma modelului, ar trebui minimalizate."
Conform curricumului postat pentru un curs predat la Universitatea Berkeley din California, intitulat  „Știința pe înțelesul tuturor": „Actul de verificare al ipotezelor și al teoriilor stă la baza procesului științific”. Această convingere filosofică conform căreia “probarea ipotezelor” reprezintă însăși esența activității științifice este predominantă atât în rândul oamenilor de știință, cât și în cel al filosofilor. Este important de remarcat că această ipoteză nu ia în calcul toate obiectivele sau activitățile științifice ale tuturor oamenilor de știință. Când Geiger și Marsden au difuzat particule alpha printr-o filă subțire de aur, spre exemplu, informațiile rezultate în urma experimentului i-au permis consilierului lor, Earnest Rutherford, să calculeze pentru prima dată și într-un mod cât mai exact cu putință, masa și dimensiunea unui nucleu atomic. Nu a fost necesară nicio ipoteză. O imagine mult mai generală asupra științei este oferită de fizicianul Lawrance Klauss, care scrie în mod constant în mass-media despre oameni de știință care răspund întrebărilor publicului folosind măsurători ale proprietăților și proceselor fizice.

## Conceptul de validare științifică
Deși sintagma „validare științifică” este des întâlnită în mass-media, mulți savanți susțin că un asemenea concept nu există, de fapt. Karl Popper, de exemplu, a făcut la un moment dat următoarea afirmație: „Dacă prin validare înțelegem un argument prin care se demonstrează o dată și pentru totdeauna gradul de adevăr al unei teorii, atunci putem afirma cu certitudine că nu există asemenea „validări" în cadrul științelor empirice, care singure ne pot furniza informații despre lumea în care trăim  . "Asemenea lui Pooper, Albert Einstein și-a susținut propria opinie asupra conceptului de validare științifică:
Teoreticianul științific nu trebuie invidiat deoarece Natura, sau mai precis spus experimentul, este un critic neînduplecat și lipsit de simpatie al muncii sale. Aceasta nu validează niciodată prin „Da”, ci în marea majoritate a cazurilor infirmă sec prin „Nu”, iar în cele mai favorabile cazuri, anunță probabilitatea prin „Poate”. Când un experiment suportă o teorie atunci experimentul face referire la acel „Poate”, iar în cazul contrar, la acel „Nu”. Probabil că fiecare teorie va avea experiența propriului „Nu” - majoriatea chiar imediat după etapa conceperii .